# Ajax Linking and Embedding
Pour les articles homonymes, voir ALE.
Ajax Linking and Embedding ou ALE est une proposition de standartisation de composant AJAX de la société Zimbra.
Le but est de pourvoir intégrer les uns dans les autres des composants Ajax. La proposition de standard propose une architecture et des conventions de nommages. Elle devrait expliciter également le découpage client/serveur et proposer des solutions pour le mode hors-ligne.